# Ezio Gamba
Pour les articles homonymes, voir Gamba (homonymie).
Ezio Gamba (né le 2 décembre 1958 à Brescia) est un ancien judoka italien reconverti entraîneur. Ayant débuté dans la catégorie des poids mi-moyens (moins de 70 kg jusqu'en 1976, il obtient la majorité de ses récompenses dans la catégorie inférieure, celle des poids légers (moins de 71 kg à partir de 1976). Membre de la délégation italienne aux Jeux olympiques d'été de 1980 disputés à Rome, il remporte la médaille d'or dans cette catégorie. Il est désormais entraîneur nationale russe après avoir occupé des fonctions similaires en Italie.

## Biographie
Multiple médaillé dans les championnats internationaux juniors (vice-champion du monde en 1976, vice-champion d'Europe en 1977 et 1978), il s'illustre pour la première fois en seniors lors des Championnats d'Europe en 1979. Atteignant la finale dans sa catégorie de poids, il est battu par le britannique Neil Adams et obtient donc la médaille d'argent. La même année, il échoue également en finale des Jeux méditerranéens et des Championnats du monde organisés à Paris. Il est alors vaincu par le Japonais Kyoto Katsuki. L'année 1980 est marquée par les Jeux olympiques de Moscou, en partie boycottés. Comme bon nombre de pays, la délégation italienne défile avec la bannière olympique. Ezio Gamba réalise un parcours parfait dans le tournoi olympique des moins de 71 kg. En finale, il prend sa revanche sur le Britannique Adams et devient à 21 ans le premier champion olympique italien en judo. 
Deux ans après son titre olympique, il remporte l'or européen à Rostock. Perdant sa couronne continentale en finale en 1983, il est également battu en finale des Championnats du monde tenus à Moscou par le Japonais Hidetoshi Nakanishi. En 1984, les Jeux olympiques se déroulent à Los Angeles. Auteur d'un parcours sans faute, il se qualifie en finale mais est vaincu par le Sud-coréen Ahn Byeong-keun. Un an plus tard, il prend sa revanche sur ce dernier en le battant à l'occasion de la Coupe du monde par équipe continentale, une compétition remportée pour la première fois par les judokas européens aux dépens des combattants asiatiques.
Sa carrière terminée à la fin des années 1980, après une dernière participation aux Jeux olympiques en 1988, il en entame une autre dans l'encadrement et l'entraînement. Ainsi, entre 1996 et 2004, il a est chargé de l'entraînement des équipes nationales italiennes élites, ce après avoir encadré les juniors. Dès lors, il remplit une mission au Maghreb et permet l'avènement des médaillés olympiques algériens Amar Benikhlef et Soraya Haddad. Fin 2008, la Fédération russe de judo le nomme entraîneur de l'équipe nationale masculine. Disposant d'importants moyens, Il obtient rapidement de résultats probants notamment lors des Championnats d'Europe 2009 organisés en Géorgie où les judokas masculins russes obtiennent cinq médailles dont trois titres.
Le 8 janvier 2016, il devient citoyen de la fédération de Russie.

## Hommage
Le 7 mai 2015, en présence du président du Comité national olympique italien (CONI), Giovanni Malagò, a été inauguré  le Walk of Fame du sport italien dans le parc olympique du Foro Italico de Rome, le long de Viale delle Olimpiadi. 100 tuiles rapportent chronologiquement les noms des athlètes les plus représentatifs de l'histoire du sport italien. Sur chaque tuile figure le nom du sportif, le sport dans lequel il s'est distingué et le symbole du CONI. L'une de ces tuiles lui est dédiée .

## Palmarès
| Année | Compétition                   | Lieu        | Résultat | Catégorie      |
| ----- | ----------------------------- | ----------- | -------- | -------------- |
| 1976  | Championnats du monde juniors | Madrid      | 2e       | Moins de 78 kg |
| 1976  | Jeux olympiques               | Montréal    | 7e       | Moins de 78 kg |
| 1977  | Championnats d'Europe juniors | Berlin      | 2e       | Moins de 71 kg |
| 1978  | Championnats d'Europe juniors | Miskolc     | 2e       | Moins de 71 kg |
| 1979  | Championnats d'Europe         | Bruxelles   | 2e       | Moins de 71 kg |
| 1979  | Jeux méditerranéens           | Split       | 2e       | Moins de 71 kg |
| 1979  | Championnats du monde         | Paris       | 2e       | Moins de 71 kg |
| 1980  | Jeux olympiques               | Moscou      | 1er      | Moins de 71 kg |
| 1982  | Championnats d'Europe         | Rostock     | 1er      | Moins de 71 kg |
| 1983  | Championnats d'Europe         | Paris       | 2e       | Moins de 71 kg |
| 1983  | Jeux méditerranéens           | Casablanca  | 1er      | Moins de 71 kg |
| 1983  | Championnats du monde         | Moscou      | 2e       | Moins de 71 kg |
| 1984  | Jeux olympiques               | Los Angeles | 2e       | Moins de 71 kg |
| 1986  | Championnats d'Europe         | Belgrade    | 3e       | Moins de 71 kg |
| 1987  | Jeux méditerranéens           | Lattaquié   | 1er      | Moins de 71 kg |